# Paula Haapakoski
Paula Haapakoski (née le 3 février 1977) est une orienteuse finlandaise.

## Biographie
Jukkola obtient une première médaille d’or lors du relais des championnats du monde de course d’orientation 2006, avec Minna Kauppi et Heli Jukkola. Avec la même équipe, elle s'impose aux championnats d’Europe la même année, et de nouveau aux championnats du monde l’année suivante.

## Palmarès[2]

### Championnats du monde
- 2006 : 1re du relais avec Minna Kauppi et Heli Jukkola
- 2007 : 1re du relais avec Minna Kauppi et Heli Jukkola

### Championnats d’Europe
- 2006 : 1re du relais avec Minna Kauppi et Heli Jukkola